# Minyichthys
Minyichthys es un género de peces de la familia Syngnathidae, del orden Syngnathiformes. Este género marino fue descrito científicamente en 1972 por Earl Stannard Herald y John Ernest Randall.

## Especies
Especies reconocidas del género:
- Minyichthys brachyrhinus (Herald, 1953)
- Minyichthys inusitatus C. E. Dawson, 1983[2]
- Minyichthys myersi (Herald & J. E. Randall, 1972)
- Minyichthys sentus C. E. Dawson, 1982